# مایک ویکرس
مایک ویکرس (انگلیسی: Mike Vickers؛ زادهٔ ۱۸ آوریل ۱۹۴۰) یک گیتارنواز، نوازندهٔ ساکسوفون، موسیقی‌دان و آهنگساز اهل بریتانیا است.
از فیلم‌های او می‌توان به مرد ساندویچی، فشار زمان و نویسنده سارق اشاره کرد.